# Солдатово (Полтавская область)
Солдатово (укр. Солдатове) — село в Лысовском сельском совете Гадячского района Полтавской области, Украина.
Население по переписи 2001 года составляло 25 человек. Код КОАТУУ — 5320484107.

## Географическое положение
Село Солдатово находится на расстоянии в 1,5 км от села Круглое Озеро и в 2 км от села Новый Выселок. Село расположено вокруг заболоченного озера.

## История
Село Солдатово основано в 1907 году.